# Photo Elysée
Photo Elysée (anteriormente Musée de l'Elysée) es un museo suizo especializado en fotografía fundado en 1985 y situado en Lausana. Está situado en la ciudad de Lausana, en Suiza. Tomando el relevo de Tatyana Franck, Nathalie Herschdorfer es su directora desde junio de 2022.

## Historia
Ocupaba un edificio diseñado por Abraham Fraisse para Henri de Mollins y construido entre 1780 y 1783 en la zona de Petit-Ouchy. En 1834 se le dio el nombre de Casa del Elíseo y se encontraba entre las mansiones más populares de la época, así en 1807 ya se realizó en ella una representación de la obra Andrómaca con la participación de Madame de Staël, Benjamin Constant y Madame Récamier. En 1971 el edificio fue comprado por el gobierno del cantón de Vaud y restaurado para convertirlo en un museo. Entre 1980 y 1985 alojó el «Gabinete cantonal de estampas» hasta que en octubre de 1985 Charles-Henri Favrod lo dedicó a la fotografía y en 1988 se creó la fundación con su nombre.
Contaba con ocho salas de exposición repartidas en cuatro pisos. En un principio estaba dedicado a la fotografía histórica pero poco a poco ha ido evolucionando hacia exposiciones de fotografía contemporánea y aunque se interesaba especialmente por los fotógrafos suizos también organizaba exposiciones de carácter internacional. Se puede destacar la colección de obras de Gabriel Lippmann realizadas con la técnica de la fotografía interferométrica, así como de fotógrafos como Francis Frith, Robert Capa, John Phillips o Mario Giacomelli.
Además dispone de una biblioteca con sala de lectura y una librería y realiza publicaciones y promueve exposiciones fotográficas en Suiza y otros países. Una exposición celebrada en 2007 y titulada Tous Photographes! (¡Todos fotógrafos!) consistió en la recopilación de fotografías de todo el mundo sobre hechos que sucedían en el mismo y una reflexión sobre el producto a partir de la disponibilidad de cámaras fotográficas a nivel general.

## Colección
Sus fondos comprenden más de 120.000 ejemplares y también alberga la colección Polaroid y la de Charles-Henri Favrod, cuenta además con un archivo de más de 600.000 negativos.

## Exposiciones
- 2022 : Train Zug Treno Tren[6]
- 2022 : Joseph Koudlka. Ikonar[7]
- 2023 : Gabriel Lippmann. Color Photography[8]
- De noviembre de 2023 a febrero de 2024
  - Richard Mosse. Broken Spectre[9]
  - Deborah Turbeville. Photocollage[10]
  - Virignie Otth. A Lake in the Eye[11]
  - One for the Other. A carte blanche given to Virignie Otth[12]
  - Mathieu Bernard-Reymond × La Muette. D'après Ramuz[13]

## Eventos

### La Nuit des images
La Nuit des images se selebrará en los jardines del antiguo museo hasta 2020.

### Prix Elysée
Desde 2014, Photo Elysée concede el Prix Elysée.

#### Ganadores
- 2015 : Martin Kollar, Provisional Arrangement[16]
- 2017 : Matthias Bruggmann, A haunted World where it never shows[17]
- 2019 : Luis Carlos Tovar, My Father's Garden[18]
- 2021 : Kurt Tong, Dear Franklin[19]
- 2023 . Debi Cornwall, Model Citizens[20]